# Pinas (schip)

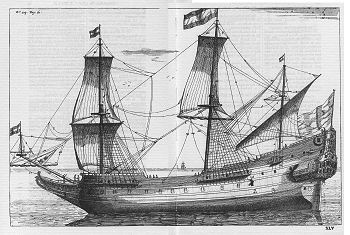
Tekening van een pinas. In: Nicolaes Witsen, 1671.- Aeloude en Hedendaegsche Scheepsbouw en Bestier.

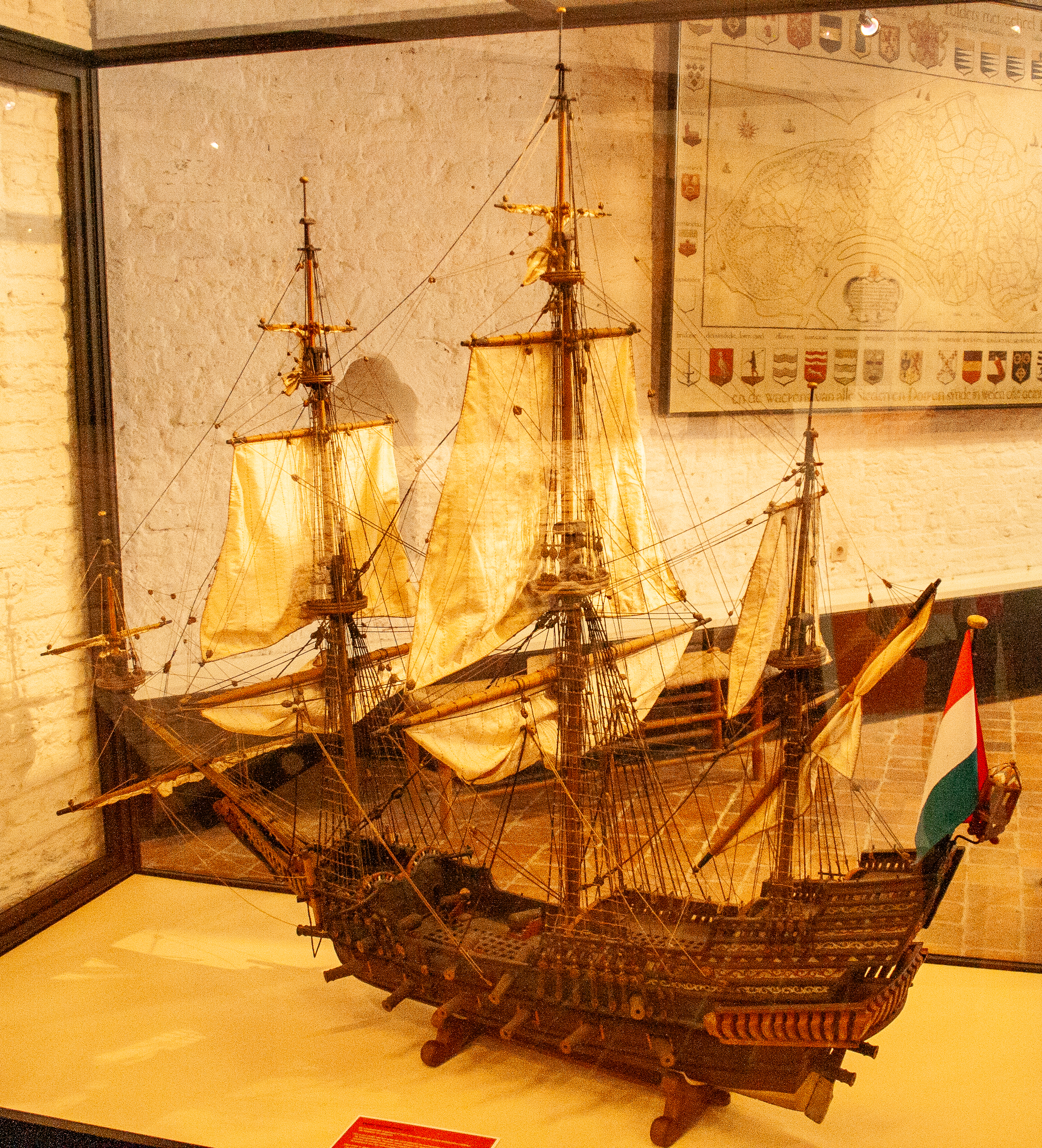
Model van een pinas, 1627

Een pinas of pinasschip (van het Franse pinace) is een type zeilschip dat in de zestiende en zeventiende eeuw werd gebruikt als oorlogsschip en vrachtvaarder. De naam duidt op het pijnboomhout waarvan het schip oorspronkelijk was gebouwd.

## Geschiedenis en kenmerken
De pinas werd onder andere ingezet door de VOC en de WIC. Een voorbeeld van een pinas was de Duyfken, een van de schepen van de Eerste Schipvaart. In 1588 maakten 34 pinassen deel uit van de Spaanse Armada.
Het is een tweemaster, een licht schip, en kon daarom vrij snel varen. Kenmerkend waren de platte spiegel en vrij hoge boeg.

### Maleisisch schiereiland

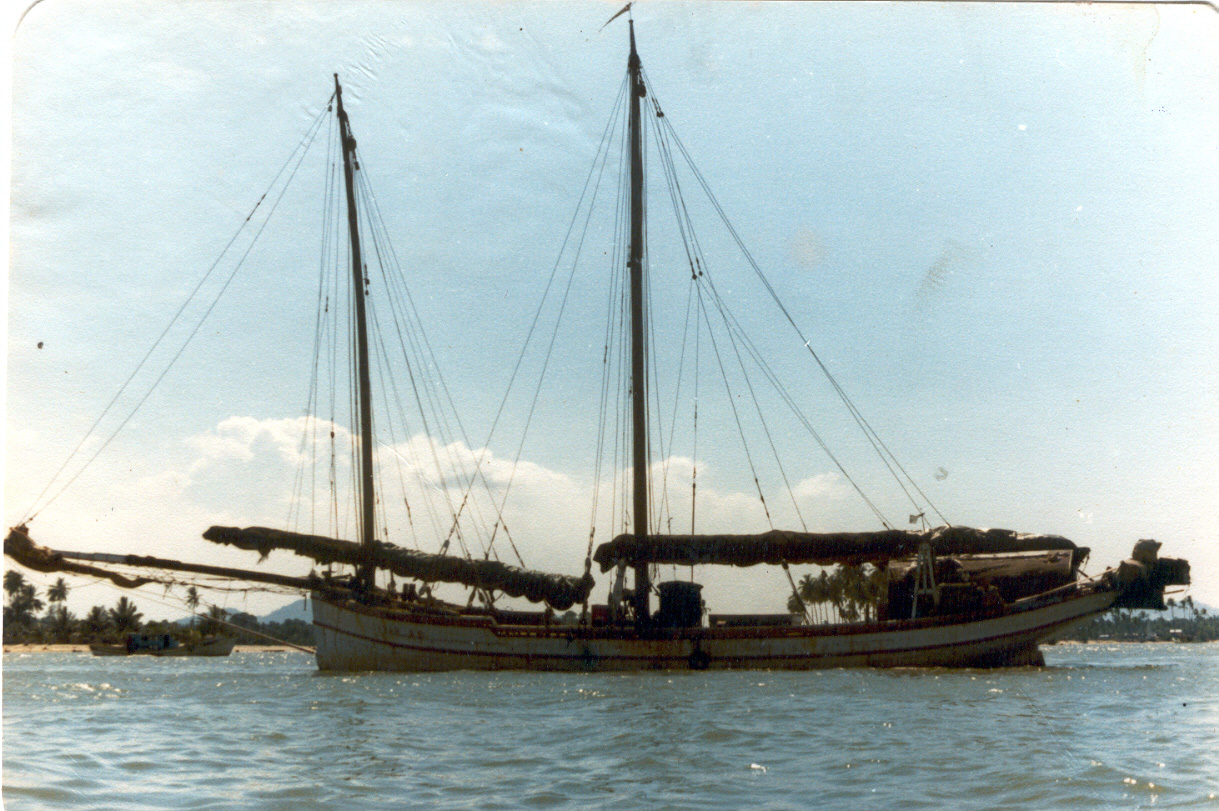
De laatste originele pinas, de Sabar, in haar laatste actieve jaar (1980) bij Kuala Terengganu.

Vanaf de 19e eeuw werden in de Terengganu regio op het Maleisisch schiereiland van chengal hout jonktuig schoeners gebouwd met de naam pinas of pinis. Ook deze schepen waren tweemasters. Zij bevoeren de Zuid-Chinese Zee om vracht te vervoeren of voor gebruik in de piraterij. Tegenwoordig worden sommige pinasschepen ingezet in de toeristenindustrie.

## Naam
De naam leeft voort in Surinaamse familienamen en in meerdere Noord-Hollandse straatnamen, waar zowel in Buiksloterham in Amsterdam-Noord, als zeven kilometer ten noordwesten in het aangrenzende Zaandam een Pinasstraat zijn gelegen. In Rotterdam-West is een Pinasplein.